# Cutie Honey
Cutie Honey (キューティーハニー, Kyūtī Hanī) és una sèrie de manga japonesa shōnen escrita i il·lustrada per Go Nagai. Va aparèixer per primera vegada al número 41 de Weekly Shōnen Champion de 1973, la sèrie va durar fins a l'abril de 1974. Segueix una noia androide anomenada Honey Kisaragi, que es transforma en l'heroïna mamelluda que té els cabells vermells o rosats, Cutie Honey, per lluitar contra els diferents malvats que l'amenacen a ella o el seu món. Una de les marques registrades del personatge és que la transformació implica la pèrdua temporal de tota la seva roba en el breu període de canvi d'una forma a una altra. Segons Nagai, és la primera dona a ser la protagonista d'una sèrie de manga shōnen. Nagai s'inspirà en altres personatges de la cultura japonesa que canviaven d'aspecte, com el detectiu Bannai Tarao o el superheroi Rainbowman.
La franquícia Cutie Honey abasta moltes obres, incloses nombroses sèries de manga, tres sèries de televisió d'anime, dues sèries OVA, dos CD dramàtics, tres adaptacions Live Action i quatre obres de teatre.
Diferents mangues de Cutie Honey han arribat en català a mans de l'editorial Ooso Comics.

## Manga

### Cutie Honey, the Legend
El treball original de la franquícia va ser la sèrie de manga Cutie Honey escrita i il·lustrada per Go Nagai que es va publicar a la revista Weekly Shōnen Champion des d'octubre de 1973 fins a l'abril de 1974. Durant el mateix temps, altres sèries de manga curtes es van publicar en revistes diferents de l'original, i per diferents equips creatius com dos mangues fets per Ken Ishikawa, uns altres dos per Yū Okazaki, un per Chizuko Beppu, un per Yoshiko Suganuma i un altre per Masatoshi Nakajima. El manga de 1973 de Nagai es va tornar a publicar el 1985 com a volum únic, però no es van produir més versions de manga de Cutie Honey fins al 1992.
Cutie Honey ens presenta la Honey Kisaragi, la filla del Doctor Kisaragi, que en realitat és una androide creada per ell. La Honey esdevé alumna de l'acadèmia femenina Sant Chapel, la qual a causa del seu aïllament, les seves estudiants s'acaben enamorant entre elles. La vida normal de la Honey que tot just ha començat canvia quan el seu pare és atacat i assassinat per una malèvola organització, la Panther Claw. És llavors quan la Honey descobreix que és una superandroide amb capacitat per transformar-se, i així esdevenir la Cutie Honey. Així la Cutie Honey pren la decisió de venjar la mort del seu pare i creador i destruir la Panther Claw.
El manga va ser publicat en català per Ooso Comics en una edició recopilatòria anomenada Cutie Honey, the Legend el 21 de gener de 2019.
| Volum | Data de publicació en català | ISBN                   |
| ----- | ---------------------------- | ---------------------- |
| 01    | 21 de gener de 2019          | ISBN 978-84-948160-9-3 |

### Cutie Honey 90's
El 1992, Nagai va crear un nou manga de Cutie Honey, simplement titulat Cutie Honey; ambientat 30 anys després del seu original. El manga es va publicar a la revista Weekly SPA! del juliol de 1992 a l'abril de 1993. Ha rebut crítiques per tenir personatges de "mala qualitat" i d'aspecte "mal fet".
A Cutie Honey 90's ens situem a uns 30 anys després del final de l'obra original, en la qual la Honey Kisaragi va derrotar la Sister Jill, la comandant de l'organització criminal Panther Claw. Durant tots anys, la Honey Kisaragi i la família Hayami han creat un gran grup empresarial, el Grup Honey, per si mai la malèvola organització retornava i així poder-s'hi enfrontar. I això és el que succeeix quan la Sister Jill reviu i refunda la Panther Claw per tornar a atacar el món, i ara amb nous poders.
El manga va ser publicat en català per Ooso Comics amb el títol de Cutie Honey 90's l'1 de novembre de 2019.
| Volum | Data de publicació en català | ISBN                   |
| ----- | ---------------------------- | ---------------------- |
| 01    | 1 de novembre de 2019        | ISBN 978-84-121138-3-9 |
| 02    | 29 de maig de 2020           | ISBN 978-84-1112-409-6 |

## Anime
L'octubre del 1973 s'emeté la primera adaptació d'anime: encara que Nagai concebí el personatge per al mercat juvenil femení (shojo) amb la idea de vendre nines i marxandatge, el fet que la cadena NET programara l'emissió de la sèrie com a masculí (shonen) obligà els productors a afegir-hi escenes de nuesa i acció per a atraure el públic masculí, la qual cosa provocà al remat la cancel·lació de l'anime; amb tot, Cutey Honey encara atragué el públic femení i és considerada el precedent del subgènere mahō shōjo de xicones màgiques. Els vint-i-cinc capítols es varen emetre entre el 13 d'octubre del 73 i el 30 de març de 1973.
L'any 1988, la cadena de televisió francesa TF1 l'emeté completa els dimecres de vesprada amb el títol de Cherry Miel junt amb Bola de Drac i Georgie, malgrat la càrrega eròtica de la sèrie: només durant la transformació de la protagonista, en la qual es despullava, l'animació mostrava les seues mamelles (sense mugrons) i un plànol general del seu cul, en un clar precedent de fan service; la segona redifusió es feu sense els dos últims capítols; la tercera, en l'espai, Mangas, recuperà la sèrie sencera; els tres primers episodis es comercialitzaren en una cinta VHS molt preuada pels col·leccionistes.
A banda, se'n feren més adaptacions animades: el 1994, l'OVA Shin Cute Honey continuà l'argument de la sèrie amb sengles homenatges a Devilman i Mazinger Z; el 1997, Cutie Honey Flash revisità l'argument per al públic shojo, en el qual Honey no és una androide sinó una adolescent amb poders; Re: Cutie Honey (2004) tornà al concepte original del personatge.
L'any 2018, per a commemorar els cinquanta anys de Nagai en la professió, Asahi TV feu una nova adaptació, Cutie Honey Universe;

## Acció real
El 2004 s'estrenà un llargmetratge tokusatsu dirigit per Hidaki Anno i amb Erika Sato com a protagonista.

## Videojocs
Cutie Honey també ha aparegut en diversos videojocs: el 1995, DataWest produí la videoaventura conversacional Cutey Honey FX, publicat per NEC per a la seua consola de 32 bits, la PC-FX; Cutie Honey Flash aparegué com a joc per a la Sega Pico.